# American Motors Corporation
A American Motors Corporation (AMC) foi uma empresa automobilística norte-americana criada em 14 de janeiro de 1954 pela fusão da Nash-Kelvinator Corporation e da Hudson Motor Car Company. Foi considerada na época a maior fusão corporativa da história dos EUA, no valor de US$ 198 milhões, cerca de US$ 1,44 bilhões em 2006. As razões para a fusão entre Nash e Hudson incluíram ajudá-los a cortar custos e fortalecer suas organizações de vendas para atender a intensa concorrência do "Big Three" (as três maiores companhias da época: Ford, GM e Chrysler). Em 1970 é incorporada a Kaiser Motors.

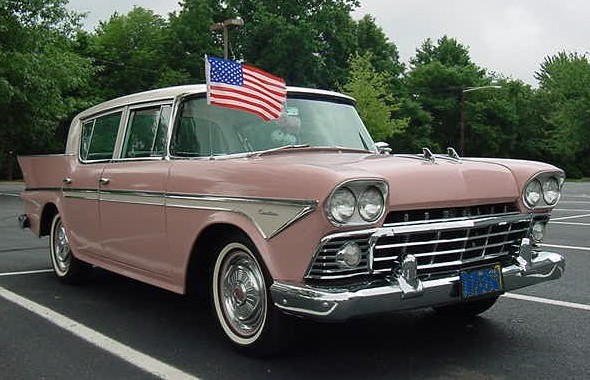
AMC Rambler de 1958.

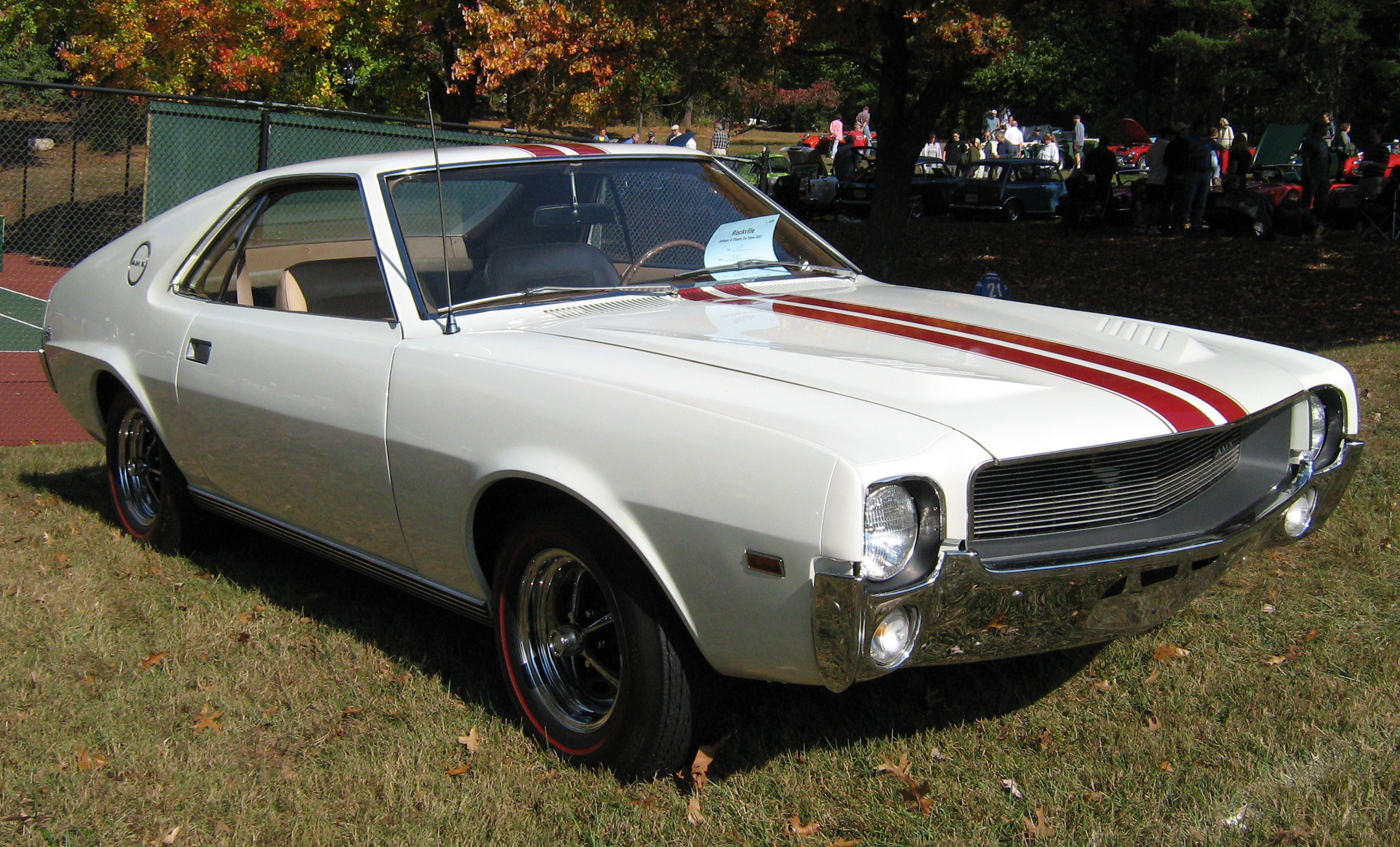
1968 AMC AMX.

A competição feroz, somada o declínio das vendas e o aumento da concorrência no mercado americano levou a uma parceria com a Renault em 1979 e que durou 8 anos apenas. O objetivo era manter a escala, suporte e a oferta de carros competitivos, mas o resultado não foi exatamente o esperado. Em 9 de março de 1987 a AMC foi comprada pela Chrysler Corporation e o uso das marcas American Motors e Renault cessaram nos Estados Unidos.

## Modelos

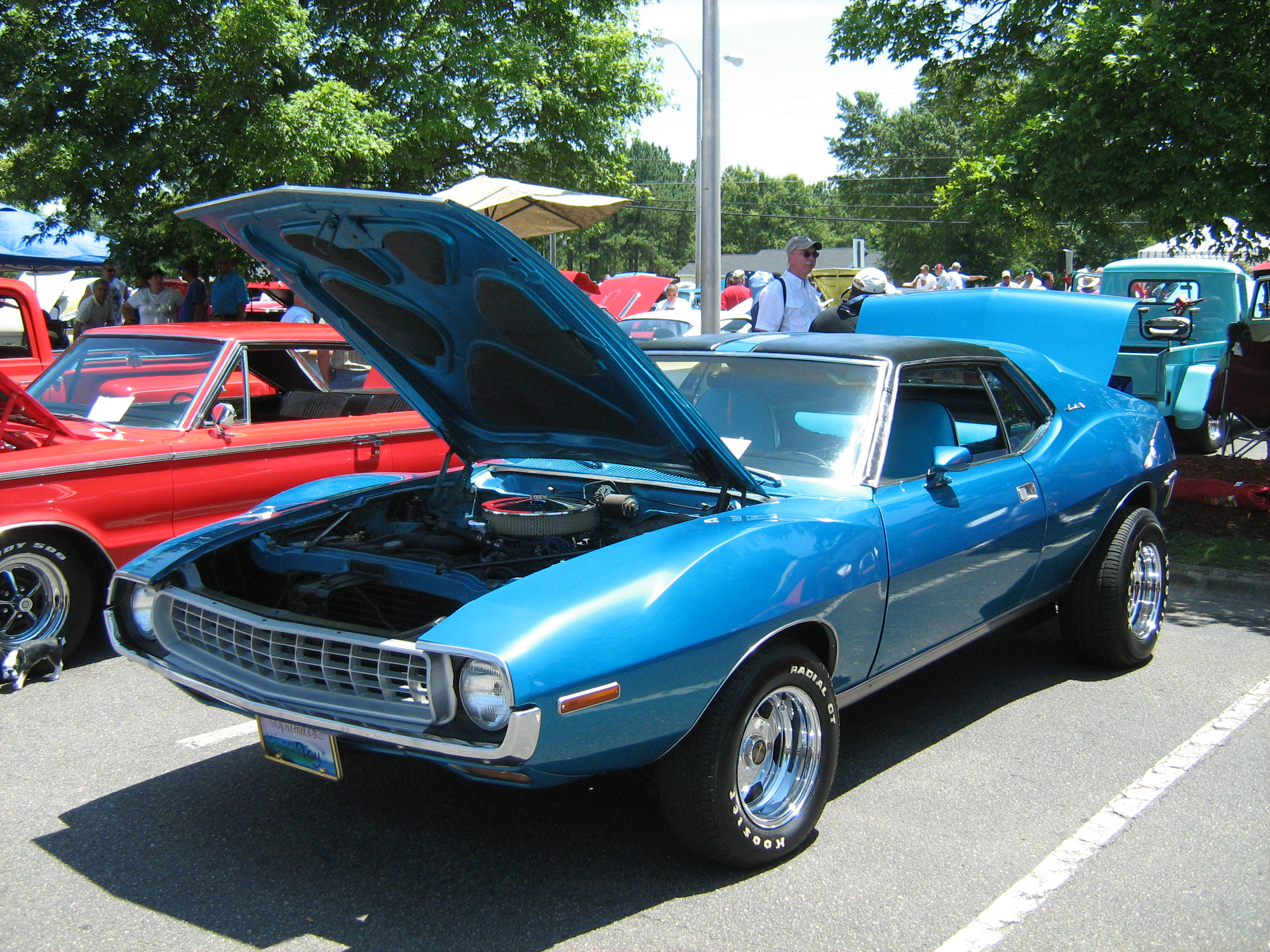
AMC Javelin de 1971.

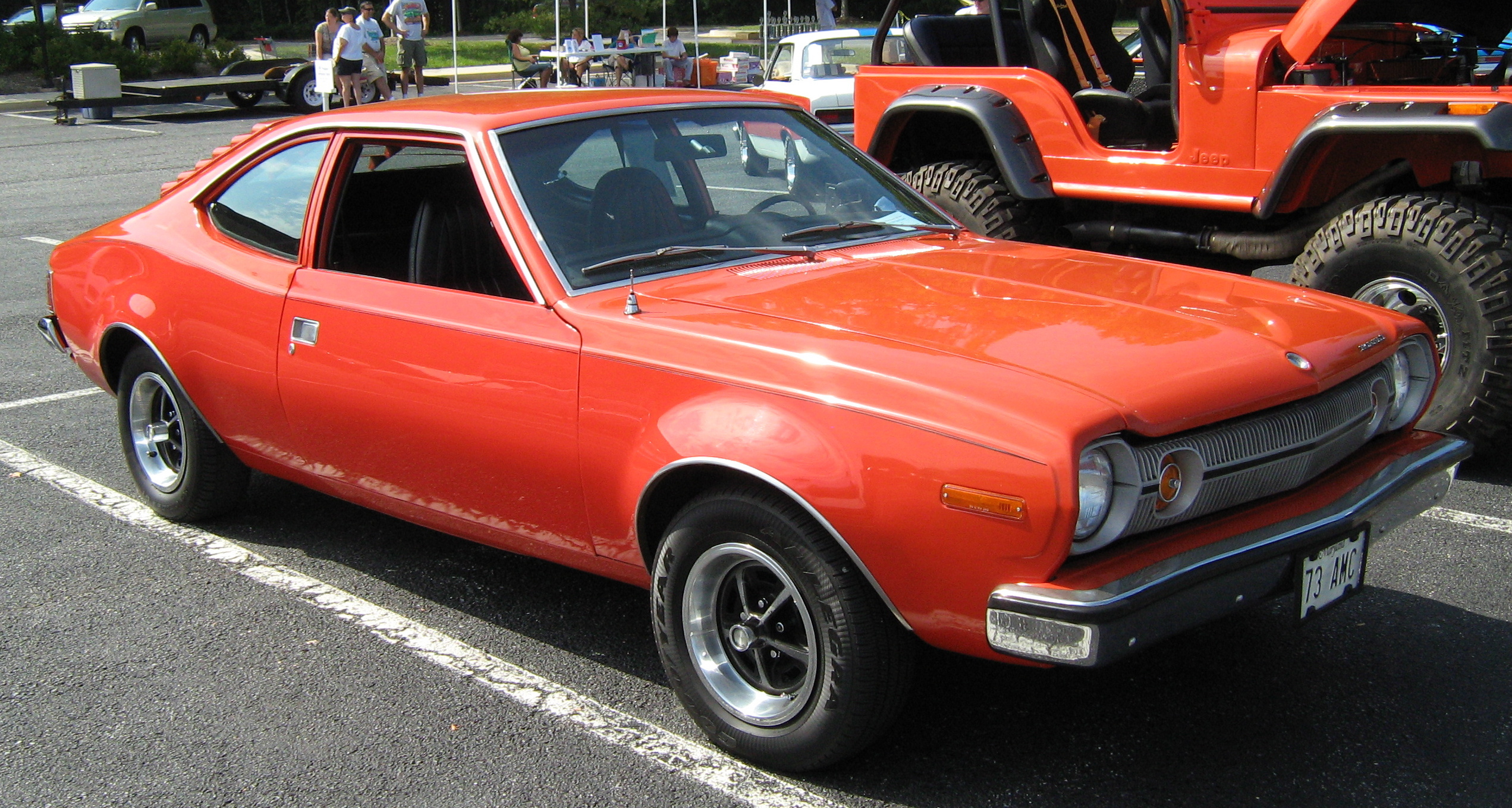
1973 AMC Hornet.

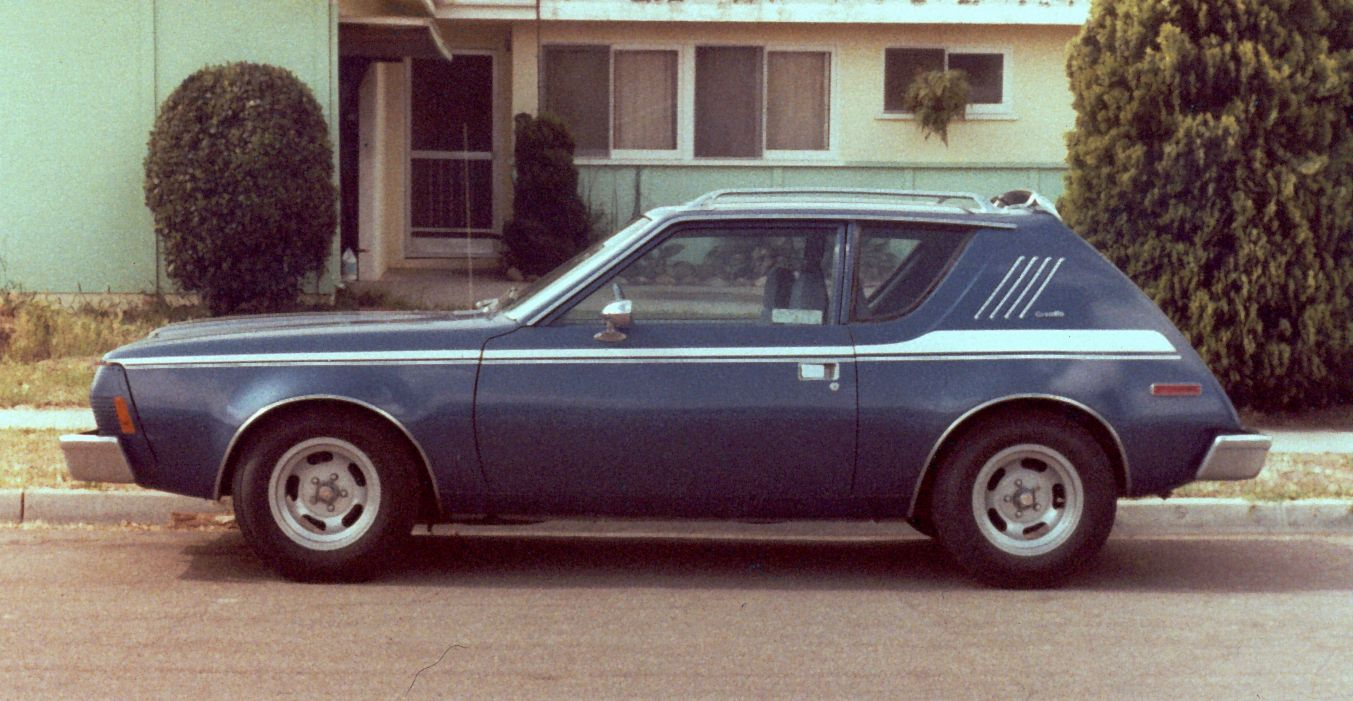
AMC Gremlin de 1974.

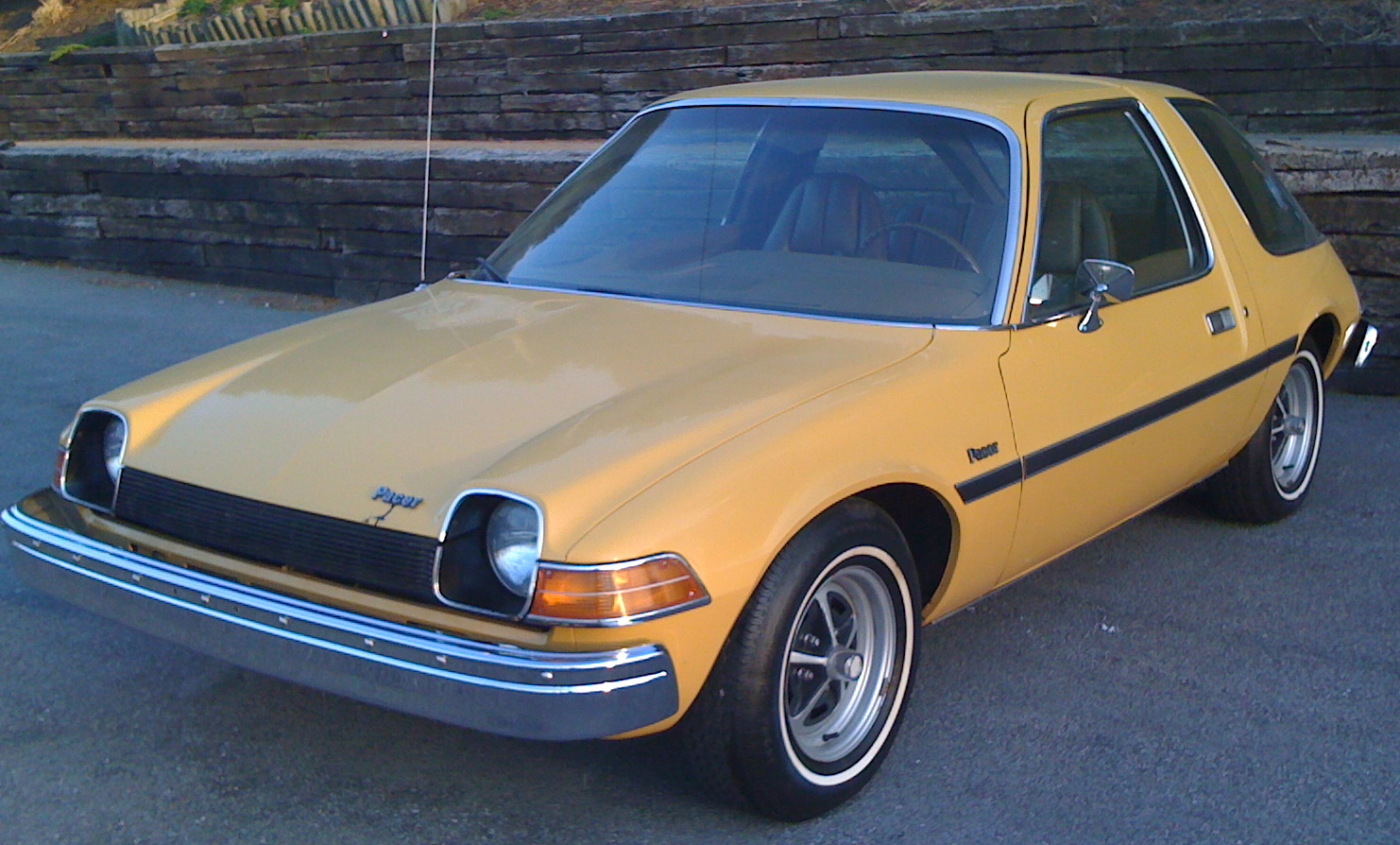
1975 AMC Pacer.

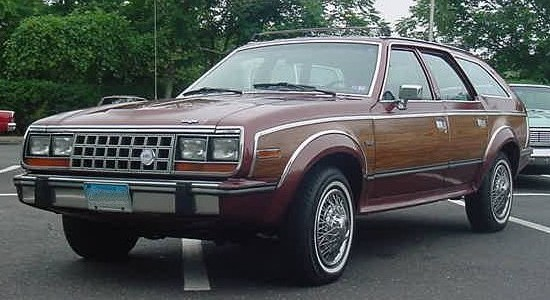
AMC Eagle de 1987, último modelo lançado pela companhia.

### Modelos compactos
- 1958-1962: Rambler
- 1958-1969: Rambler American
- 1968-1970: AMC AMX
- 1968-1974: AMC Javelin
- 1970-1977: AMC Hornet
- 1975-1980: AMC Pacer
- 1978-1983: AMC Concord
- 1980-1988: AMC Eagle
- 1988: Eagle Medallion - (baseado no Renault 21)

### Modelos médios
- 1958-1965: Rambler Ambassador
- 1963-1966: Rambler Classic
- 1965-1966: Rambler Marlin, AMC Marlin
- 1967-1970: AMC Rebel
- 1971-1978: AMC Matador
- 1979: AMC Borgward Isabella

### Modelos grandes
- 1966-1974: AMC Ambassador
- 1967: AMC Marlin
- 1988: Renault Premier